# Collegiale kerk van Tum
De Collegiale kerk van Tum (Pools: Kolegiata w Tumie) is een romaans kerkgebouw in Tum, een dorp in de landgemeente Góra Świętej Małgorzaty van het district Łęczycki in het centraal-Poolse woiwodschap Łódź.

## Geschiedenis

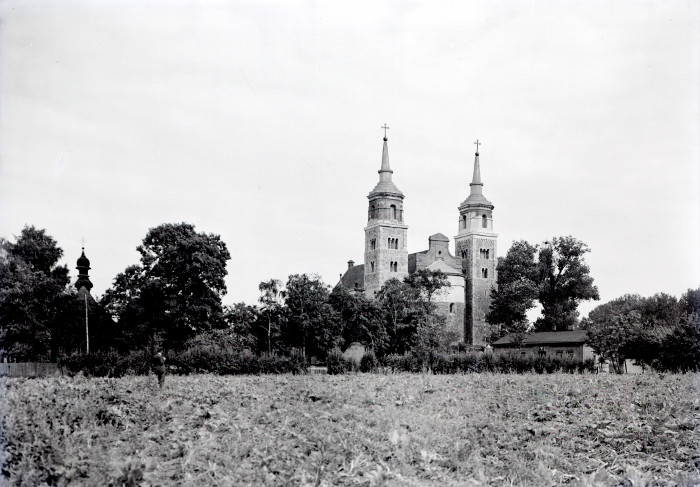
Het aanzien van de kerk voor de verwoesting in de Tweede Wereldoorlog

De collegiale Maria- en Alexiuskerk in Tum werd in de jaren 1140-1161 gebouwd van graniet en zandsteen. De wijding van de kerk vond plaats op 21 mei 1161, terwijl op dat moment de bouw waarschijnlijk nog niet geheel was voltooid. Getuige de aanwezigheid van het grote aantal bisschoppen en regerende prinsen bij de wijding stond de kerk vanaf het begin hoog in aanzien. Het kerkgebouw lag centraal in het land en er werden in de periode 1181-1547 21 synodes bijeengeroepen.
De kerk diende eveneens herhaaldelijk als vesting tegen indringers: tegen de Mongolen in 1241, tegen de Litouwers in 1294, de ridders van de Duitse Orde in 1331 en de Zweden in 1705. Aan het kerkgebouw werden in de 15e eeuw gotieke elementen toegevoegd en classicistische in de 18e eeuw. Sinds 1819 werd de collegiale kerk een gewone parochiekerk.
Tijdens de Tweede Wereldoorlog werd de kerk bij beschietingen geraakt, waardoor de noordelijke toren werd vernield. Het kerkgebouw brandde uit, maar de reconstructie begon vanaf 1947. De herbouw van de kerk vond voornamelijk in de oorspronkelijk romaanse stijl plaats.
Op 11 juni 1967 werden de vieringen van het jubileum van 1000 jaar kerstening van Polen in deze kerk afgesloten. De kardinaal en de bisschop van Krakau Karol Józef Wojtyła, de latere paus Johannes Paulus II, vierden er de mis.
Vanaf 1992 werd de kerk bij het nieuwe opgerichte bisdom Łowicz ingedeeld. Bisschop Alojzy Orszulik verhief de kerk opnieuw tot collegiale kerk. In 1999 werden de relieken van de heilige Adalbert in een reliquarium in de vorm van de kerk in het hoogaltaar bijgezet.
In de periode 2000-2008 werden er dankzij het Ministerie van Cultuur en het Nationaal Erfgoed alsmede een Pools-Duitse stichting restauraties uitgevoerd.

## Afbeeldingen

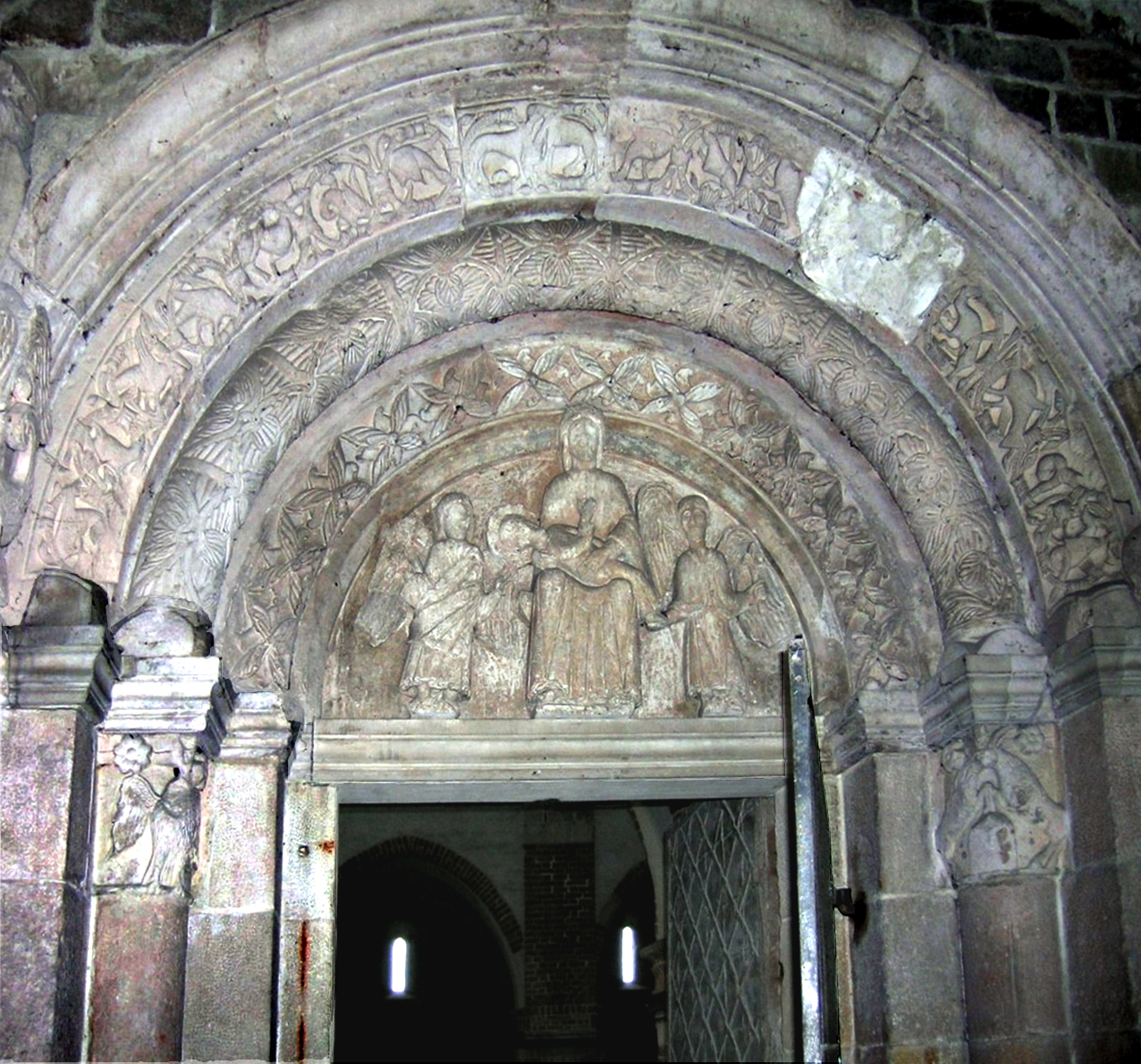
Romaans portaal
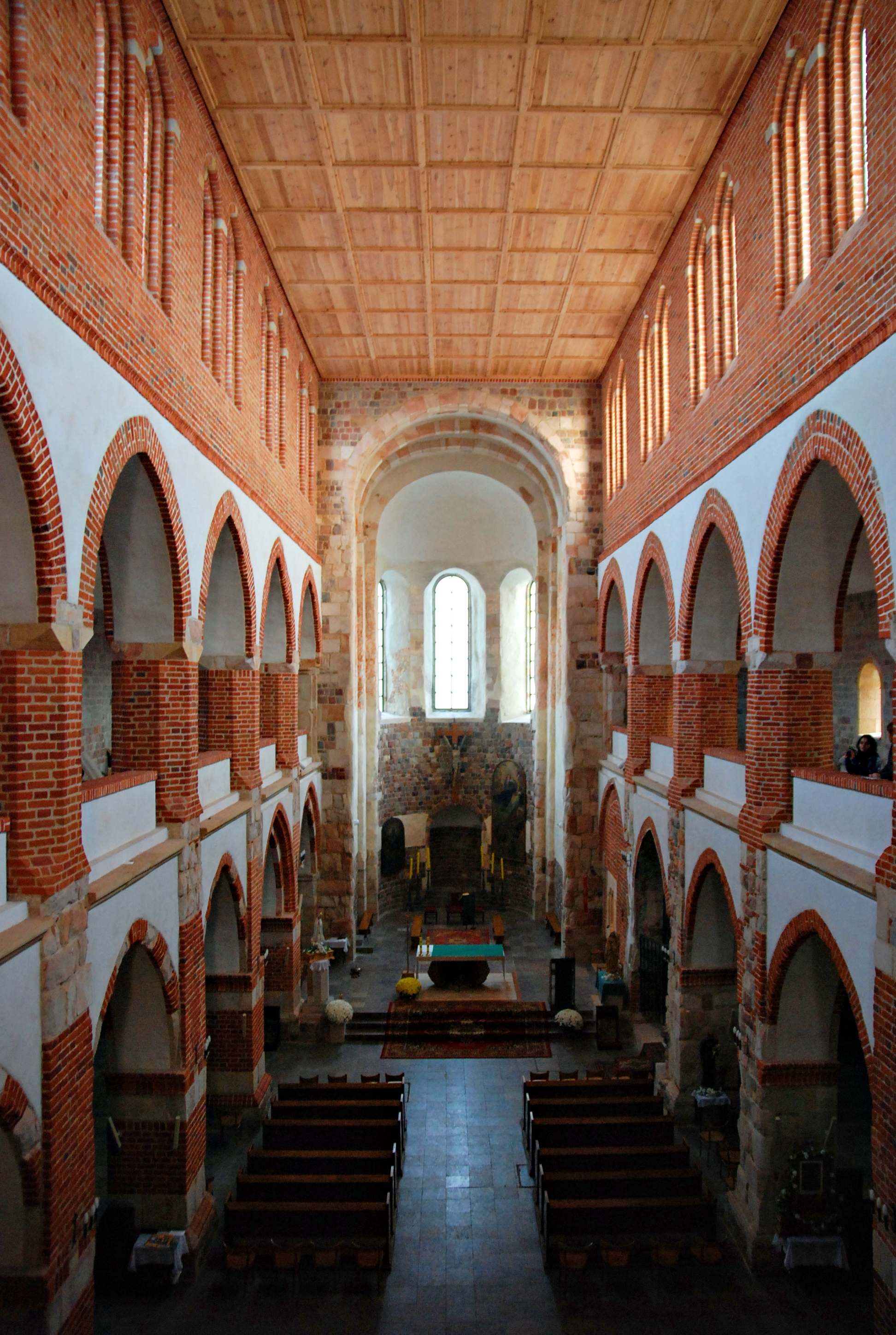
Het romaanse middenschip
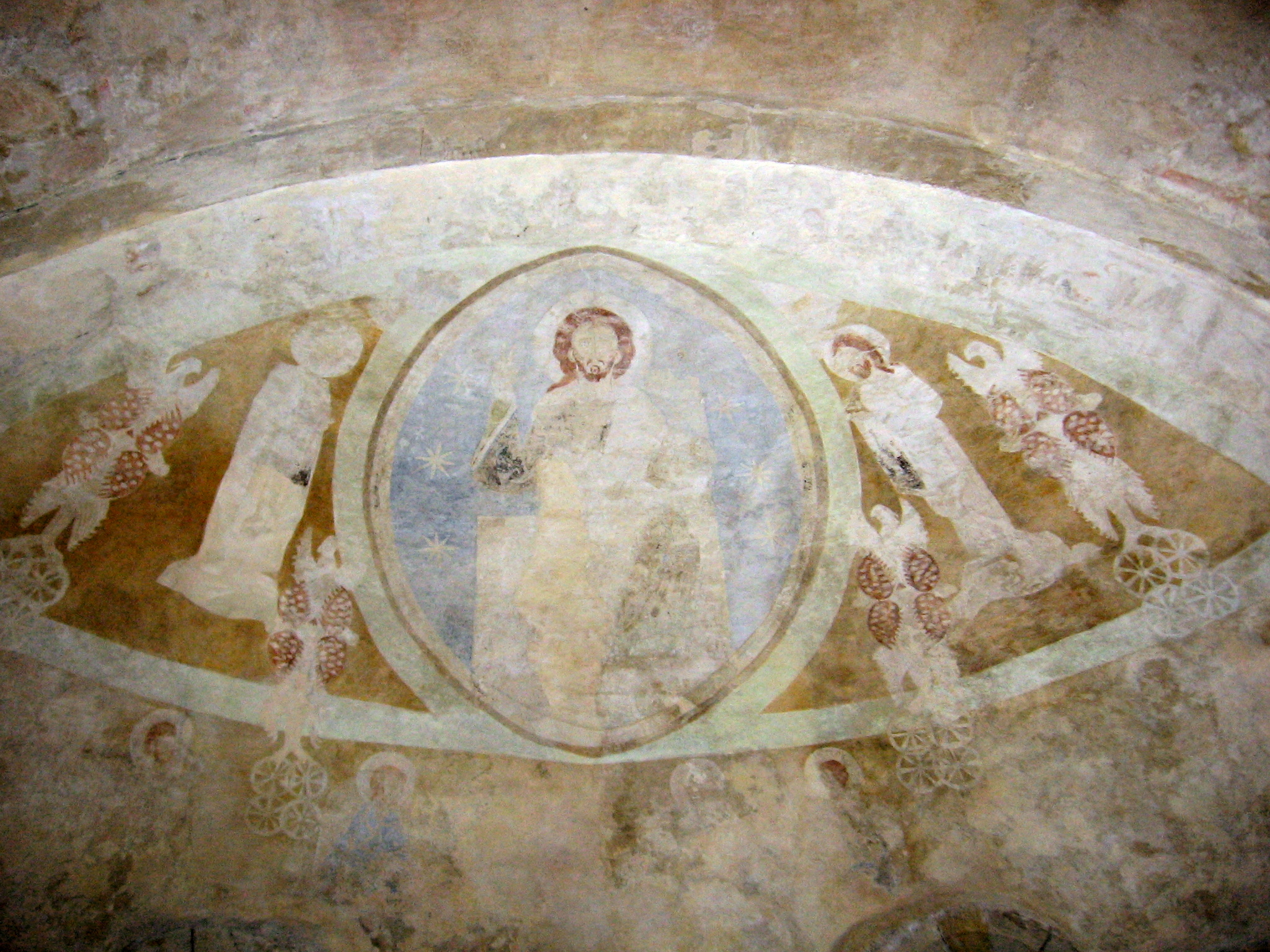
Fresco
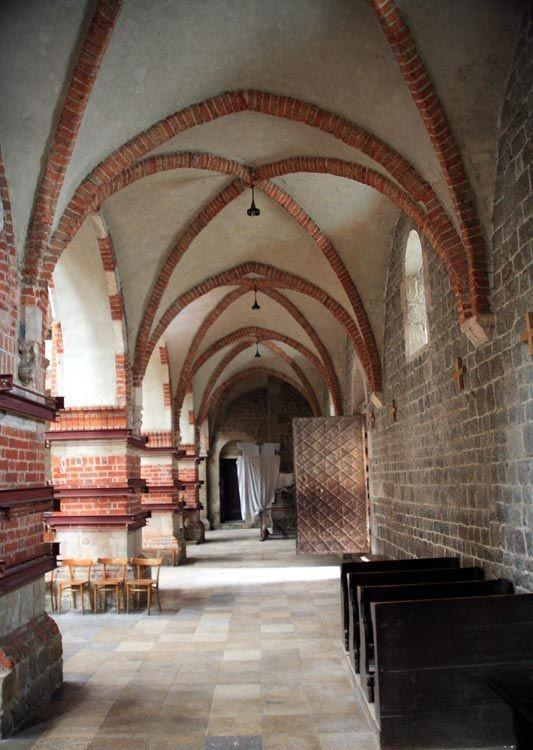
Gotisch zijschip